# Baresi (Roncobello)
Baresi (AFI: /ˈbarezi/; I Bàres [iˈbaɾɛs] in dialetto bergamasco) è una frazione del comune italiano di Roncobello.

## Storia

### Le origini
Baresi è un piccolo centro abitato di antica origine.

### L'età moderna
In età napoleonica (1810) il comune di Baresi fu soppresso e aggregato al limitrofo comune di Ronco, recuperando l'autonomia nel 1816, in seguito all'istituzione del Regno Lombardo-Veneto.
All'Unità d'Italia (1861) Baresi contava 244 abitanti.
Il comune di Baresi venne soppresso nel 1927 e aggregato al comune di Roncobello.

## Monumenti e luoghi d'interesse

### Architetture religiose

#### Chiesa di San Giacomo Apostolo
Nell'altra frazione Baresi, oltre al panorama offerto dal borgo con fisionomia rurale, si può trovare la piccola chiesa di San Giacomo apostolo, che possiede un quadro attribuito a Palma il Vecchio.

### Architetture civili

#### Mulino Gervasoni
Il mulino "Maurizio Gervasoni", situato della frazione di Baresi, è stato costruito nel 1600. Nel 2003 viene segnalato nel primo censimento nazionale i Luoghi del Cuore promosso dal Fondo Ambiente Italiano. È lo stesso FAI, in seguito, ad acquisirne la proprietà, grazie alla collaborazione della famiglia Gervasoni e di Banca Intesa, e a riaprirlo al pubblico nel 2006 dopo i lavori di restauro che lo hanno reso di nuovo funzionante..